# 존 슈랭크
존 플래맹 슈랭크(영어: John Flammang Schrank, 출생명: 요한 네포무크 슈랭크(독일어: Johann Nepomuk Schrank), 1876년 3월 5일 ~ 1943년 9월 15일)는 독일계 미국인 태번 운영자로, 1912년 10월 14일 밀워키의 Gilpatrick Hotel 밖에서 전 대통령 시어도어 루스벨트를 암살하려 시도했다.
슈랭크는 암살된 미국 대통령 윌리엄 매킨리의 유령이 자신에게 나타나 루스벨트가 매킨리의 살인자이며, 슈랭크가 그의 죽음을 복수하고 루스벨트가 3선으로 재선되는 것을 막아야 한다고 말했다고 주장했다. 그의 총알은 아주 가까운 거리에서 루스벨트의 가슴을 맞췄지만, 암살 시도는 성공적이지 못했다. 그는 즉시 체포되었고, 나중에 정신 이상으로 판정되었다.
밀워키 시립 법원의 어거스트 C. 배커스 판사 앞에 끌려왔을 때, 그는 루스벨트에게 총을 쏜 것에 대해 신속히 유죄를 인정했다. 배커스 판사는 유죄 인정을 받아들이지 않고, 슈랭크의 정신 상태가 적합한지 결정하기 위해 패널을 임명했다. 패널은 슈랭크가 정신 이상이라고 판결했고, 1912년 11월 그는 중앙 주립 범죄자 정신병원에 수감되어 사망할 때까지 31년간 머물렀다.

## 배경

### 어린 시절
슈랭크는 1876년 3월 5일 바이에른 왕국 에르딩에서 대목장인 미하엘과 카타리나 슈랭크(결혼 전 성: 아우어) 부부 사이에서 태어났다. 헤럴드-프레스는 그의 출생증명서에 존 네포무크 슈랭크로 기재되어 있다고 밝혔고 1905년부터 1929년까지 에르딩 시장이었던 프리드리히 헤르비히의 편지에는 그의 본명이 요한 네포무크 슈랭크로 기록되어 있었다. 그에게는 네 명의 형제가 있었는데, 그 중 두 명은 유아기에 사망했다. 그의 외숙모인 안나 빙함머는 피해망상을 앓았고, 가버제에 있는 Inn-Salzach-Clinic에 수용되어 1904년 11월 21일 뇌연화증으로 사망했다. 헤럴드-프레스는 또한 슈랭크의 친할아버지가 갑작스러운 정신 쇠약을 겪고 얼마 지나지 않아 사망했다고 보도했다.
슈랭크가 세 살 때, 그의 아버지 미하엘은 38세의 나이로 결핵으로 사망했다. 그의 어머니 카타리나는 그 후 슈랭크가 아홉 살이 될 때까지 이리저리 집을 옮겨 다녔는데, 때로는 오빠 조셉 아우어와 그의 가족과 함께 살기도 하고 때로는 나이든 부모님과 함께 살기도 했다. 조셉은 슈랭크의 어린 시절 아버지와 같은 역할을 하며, 그에게 채소밭을 가꾸는 법을 가르치고 학교 공부를 도와주었다. 그는 로마 가톨릭 신자로 자랐고 일곱 살부터 열두 살까지 바이에른에서 공립학교를 다녔으며, "뛰어난 학생"으로 평가받았다.
1889년 가을, 열두 살이던 슈랭크는 그의 친고모인 안네 플래밍(결혼 전 성: 안나 슈랭크)과 그녀의 룩셈부르크계 독일인 남편 도미니크 플래밍(도미니쿠스 플라망으로도 알려짐)에게 비공식적으로 입양되었다. 그들은 미국에서 방문 중이었는데, 둘 다 1850년대에 미국으로 이민을 왔다. 입양 계약은 아우어 가족이 이미 다른 네 명의 아이들(슈랭크의 생존한 형제자매와 조셉의 딸들인 두 사촌)을 돌보고 있었고, 중년의 플래밍 부부에게는 자녀가 없었기 때문에 이루어졌다. 그는 브레머하펜에서 SS 풀다호를 타고 그들과 함께 돌아가는 길에 동반했으며, 승객 목록에 그들의 아들로 기재되었다. 그는 1889년 10월 22일 뉴욕 맨해튼에 도착했다.

### 미국에서의 삶
미국에서의 초창기 동안, 슈랭크는 존 플래밍으로 알려졌는데, 그의 본명인 요한을 영어식으로 영어화하고 양부모의 성을 따랐다. 그는 로어이스트사이드의 클라인도이칠란트 지역에 있는 테너먼트에 그들과 함께 살았다. 그는 다음 4년간 야간 수업에서 영어를 배웠고, 수업을 위해 읽은 신문과 다른 문학을 통해 역사와 미국 정치에 대한 깊은 관심을 갖게 되었고, 15세에 독일어와 영어로 시를 쓰기 시작했다. 슈랭크는 열두 살 때부터 이모와 삼촌의 태번에서 일했는데, 처음에는 bus boy로, 나중에는 바텐더로 일했다. 슈랭크는 냉담자가 되었는데, 부분적으로는 양부모가 교회에 다니지 않았기 때문이며, "나는 로마 가톨릭 신자이다. 나는 나의 종교를 사랑하지만, 로마 교구가 로마로부터 독립하지 않는 한, 가톨릭 사제들이 결혼이 금지되는 한, 로마가 주님의 가르침에 반하여 여전히 정치와 돈벌이에 더 몰두하는 한, 나의 교회를 싫어한다."라고 썼다. 그는 1897년 7월 23일 귀화 시민이 되었다.
가족과 친구들에 따르면, 슈랭크는 미국의 이상과 건국의 아버지들에 대한 큰 존경심을 가졌고, 조지 워싱턴, 제임스 매디슨, 타데우시 코시치우슈코, 에이브러햄 링컨과 같은 역사적 인물들을 개인적인 영웅으로 꼽았으며, 이민 과정에서 얻은 태그와 문서들을 기념품으로 보관했다. 그는 "온화하고, 조용하지만 쾌활하며, 건조한 유머 감각을 지닌" 사람으로 묘사되었고 이웃들에게도 잘 알려졌지만, 또한 조용하고 수줍고 내성적이었으며, 본인의 말에 따르면 결코 우정을 맺지 못했다.
1904년 봄, 그의 삼촌 도미니크는 은퇴하고 태번의 소유권을 슈랭크에게 넘겼다. 도미니크와 그의 아내는 슈랭크와 공유하던 테너먼트 방을 팔아서 요크빌에 아파트를 구할 수 있게 되었고, 슈랭크는 지글러 가족과 함께 살기 시작했다. 지글러 가족은 어머니 멜란제 "미니" 지글러와 그녀의 세 자녀인 앨프레드, 엘리사(앨라라고도 불림), 그리고 에밀리 지글러로 구성되어 있었는데, 에밀리의 오빠 에드워드가 일 때문에 볼티모어로 이사한 후 그들이 그를 위한 공간이 생겼기 때문이었다. 슈랭크와 에밀리는 아홉 살 차이가 났지만 어릴 때부터 서로 알고 지낸 절친한 친구였다. 일부 자료에 따르면, 1920년대와 현재 모두, 슈랭크는 그들이 연인 관계였다고 말했다. 에밀리는 1904년 6월 15일 제너럴 슬로컴 화재로 19세의 나이로 사망했으며, 그 후 슈랭크는 병리학자 윌리엄 오고먼에게 지글러의 시신을 확인해주었지만, 뉴스 보도에서는 그의 이름이 "존 슈렌크"로 잘못 기재되었고, 그녀를 그의 여자친구 또는 약혼녀라고 다양하게 불렀다. 에드워드 지글러는 슈랭크가 약혼한 적이 없으며, 그의 여동생은 슈랭크와 룸메이트로서만 아는 사이였다고 부인했다. 그들의 관계가 어떠했든, 그녀의 죽음은 슈랭크에게 큰 영향을 미쳤고, 그는 이를 "내 인생 최대의 비극"이라고 언급했으며 나중에 "나는 증기선 사고로 죽은 한 소녀 외에는 내 인생에 친구가 없었다"고 말했다. 전년에 여권 신청에 성공한 슈랭크는 1906년 봄에 잠시 독일로 돌아가 에르딩에 있는 가족을 방문했으며, 그곳에서 사망한 대모(모계 외할머니로 추정됨)로부터 유산을 상속받았다.
제너럴 슬로컴 재난 이후, 클라인도이칠란트의 인구는 수년에 걸쳐 줄어들었고, 지글러 가족은 가장 먼저 이사한 사람들 중 하나였다. 슈랭크가 주인으로 인수한 이후 많은 단골들이 나타나지 않아 이미 태번의 수입이 급감했기 때문에, 그는 여행에서 돌아오자마자 태번을 찰스 울퍼트라는 남자에게 팔고 요크빌에 있는 양부모님과 합류하여, 그들의 20,000달러(1906년 기준 2022년 기준 $576,074에 해당)의 모기지를 갚아주고 다른 수많은 비용을 부담했다. 그의 이모는 다음 해인 1907년 11월 27일 장로교 병원에서 급격한 정신 쇠약을 겪은 후 사망했으며, 남편은 1911년 2월 11일에 사망했다. 슈랭크는 그들 두 사람의 유언에서 유일한 수증자로서 뉴욕에 있는 여러 부동산을 상속받았다. 그는 그 부동산들을 25,000달러(1910년 기준 2022년 기준 $694,375에 해당)에 팔고 브루클린으로 이사하여 에버그린스 묘지에 있는 양부모의 무덤에 더 가까이 지냈다. 그곳에서 그는 자주 방문자가 되었다. 삼촌이 사망한 후, 슈랭크는 알려진 사회적 접촉을 전혀 갖지 않았고 비참하고 우울해졌다. 그는 다른 사람들과 어울리지 않는 단절되고 어색한 남자였다고 묘사되었다. 그는 다른 사람들과 어울리지 않는 단절되고 어색한 남자였다고 묘사되었다. 그 무렵 슈랭크는 술을 많이 마시기 시작했는데, 하루에 평균 다섯 파인트의 맥주를 마셨고, 엽궐련도 피우기 시작했는데, 때로는 하루에 여섯 개나 피웠다.
상당한 돈은 남았지만 직업이 없던 슈랭크는 1912년 1월에 부동산과 보험 분야에 투자하려고 했다. 한 달도 채 안 되어 이 사업은 실패로 끝났고 슈랭크는 자신의 모기지 상환금을 연체하여 13,000달러(1912년 기준 2022년 기준 $348,624에 해당)의 빚을 졌다. 1912년 2월, 슈랭크는 윌리엄스버그, 브루클린의 한 태번에서 웨이터, 런치맨, 포터로 4주간 일자리를 얻었지만, 그의 "특이한 점"과 "어떤 종류의 규율도 견디지 못하는 무능함"에 대한 불만이 잦았다. 그의 이전 상사 테오도어 투르만은 슈랭크를 "욕설을 퍼붓고", "너무 멍청하거나 서투르며", "약골"이라고 회상했으며, 육체 노동에 익숙하지 않은 듯 보였다. 3월, 슈랭크는 투르만을 상대로 11달러(1912년 기준 2022년 기준 $295에 해당)의 미지급 임금 소송을 제기하려 했으나, 소송 절차 중에 슈랭크가 판사를 "가난한 사람들의 억압자"라고 부른 후 기각되었다. 슈랭크의 마지막 직업은 지역 독일어 신문의 번역가였다. 그의 뉴욕시에서의 마지막 알려진 거주지는 홈스테드 호텔이었다.

### 정신 건강과 루스벨트에 대한 집착
슈랭크의 재판 증언에 따르면, 그는 25대 미국 대통령 윌리엄 매킨리가 일주일 전 암살로 입은 총상으로 사망한 다음 날인 1901년 9월 15일 새벽에 생생한 꿈을 꾸었다고 한다. 이 꿈에서 슈랭크는 매킨리의 장례식 중 그의 시신이 관에서 일어나 "내 죽음을 복수하라!"고 말하며, "승복을 입은 형체"가 서 있는 한쪽을 가리켰다고 말했다. 슈랭크는 그 형체를 시어도어 루스벨트로 알아보았다. 그는 1912년 2월 루스벨트가 대통령 후보 출마를 발표할 때까지 그 꿈에 큰 의미를 두지 않았다. 슈랭크는 신문을 통해 1912년 대통령 선거의 전개를 큰 관심으로 지켜보았고, 루스벨트에 반대했으며, 3선 추구가 그가 "불문율"이라고 칭한 독립선언과 조지 워싱턴의 고별 연설에 대한 슈랭크의 해석을 위반한다고 믿었다. 그는 루스벨트가 미국 헌법을 해체하여 민주주의 체제를 독재로 바꾸려는 권한을 자신에게 부여하려 한다고 주장했으며, 루스벨트가 매킨리의 부통령으로서 매킨리 살해를 조장하여 스스로 대통령직을 차지했다고 믿었다. 슈랭크는 또한 루스벨트가 파나마 운하를 합병하려는 계획을 가진 "외세"의 지원을 받고 있다고 믿었는데, 이는 먼로주의를 위반하여 또 다른 내전이 발발할 것이라고 생각했다. 슈랭크는 1901년의 꿈이 하느님이 보낸 환영이며, 루스벨트를 죽이는 한이 있더라도 이를 막는 것이 자신의 사명이라고 결론 내렸다. 그는 이 경우 십계명의 계명인 "너는 살인하지 말라"가 무효화된다고 보았는데, 자신이 하느님의 도구로 행동할 것이기 때문이었다.
슈랭크는 몇 달 후인 1912년 9월 14일 새벽, 8월에 루스벨트가 대통령 후보 지명을 받은 후, 매킨리 암살에 대한 "남자가 되어라"라는 제목의 시를 마치자마자, "살인자가 세 번째 임기로 대통령직을 차지하게 하지 마라. 내 죽음을 복수하라!"는 목소리가 들렸고, 이어 어깨를 톡톡 두드리는 소리가 들렸다고 회상했다. 슈랭크는 돌아보니 자신이 묘사한 것은 고 윌리엄 매킨리 대통령의 환각이었고, "죽어가는 눈"으로 자신을 응시하고 있었다. 그는 또한 에밀리 지글러와 관련된 다른 환각을 경험했을 수도 있다. 당시 의사들은 슈랭크를 조현병 환자로 진단했다. 진단 기준은 이후 변경되었고, 2013년 이후로 "편집형 조현병"은 특정 진단으로서는 구식이다.

## 암살 시도

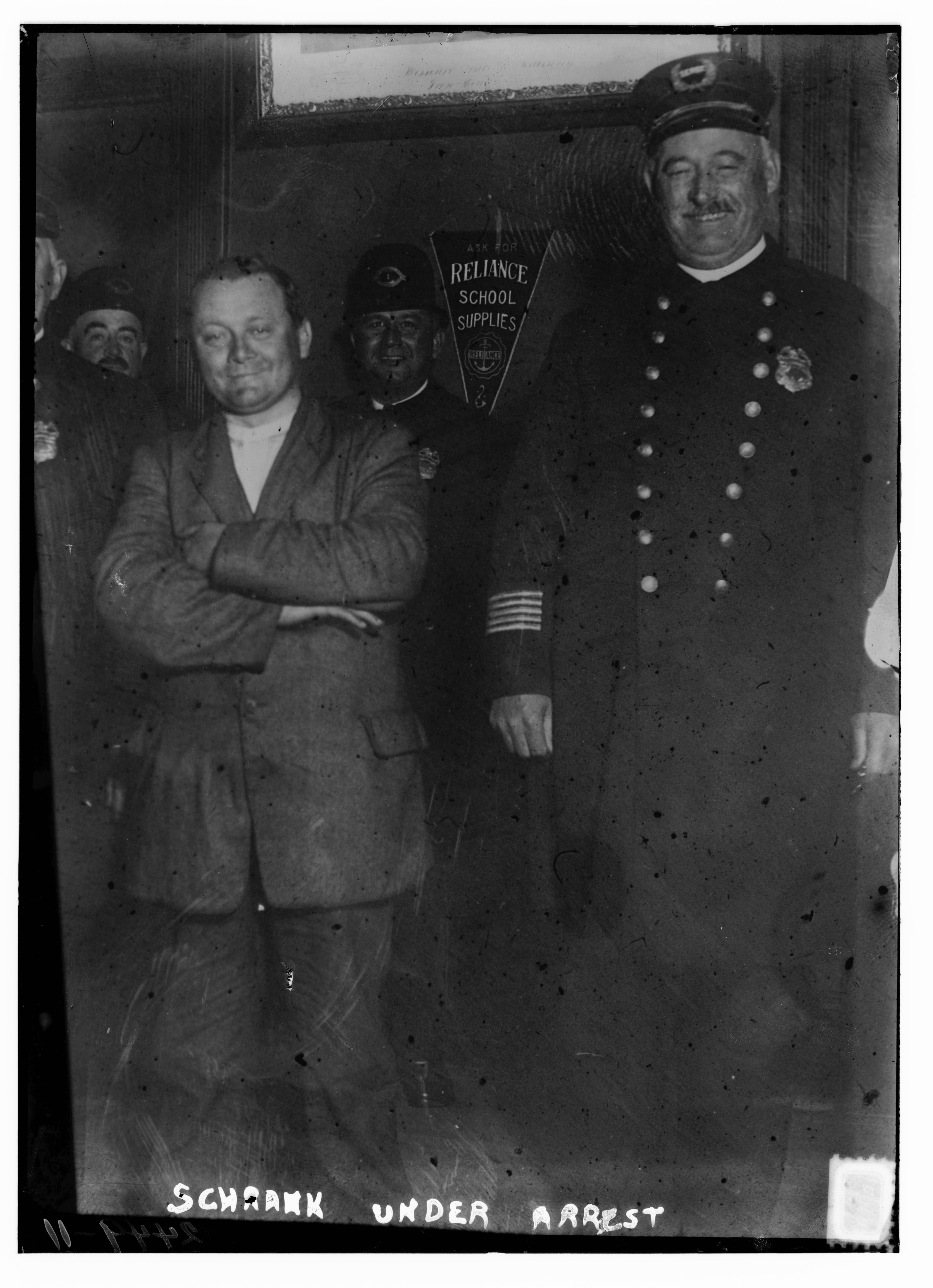
1912년 밀워키에서 체포된 존 슈랭크

### 준비와 이동
두 번째 환각 이후, 슈랭크는 14달러(1912년 기준 2022년 기준 $375에 해당)짜리 .38 구경 콜트 리볼버를 구입하고 루스벨트를 스토킹하기 시작했다. 그는 먼저 증기선을 타고 뉴올리언스로 루스벨트를 뒤쫓았다. 그는 자신이 묵고 있던 호텔의 집주인의 형인 허먼 라룽거에게 350달러(1912년 기준 2022년 기준 $9,386에 해당)를 빌려 스토킹 원정 비용을 지불했는데, 부유한 삼촌에게 유산을 받으러 가야 한다는 이야기를 지어냈다. 그는 뉴올리언스에서 루스벨트를 죽이지 못한 후 사우스캐롤라이나주 찰스턴; 조지아주 애틀랜타; 채터누가; 에번즈빌; 인디애나폴리스; 그리고 시카고로 그를 뒤쫓았으며, 여행의 일부는 월터 루스라는 이름으로 여행했다고 주장했다. 그는 루스벨트를 24일 동안 뒤쫓았지만, 각 장소마다 루스벨트에게 접근하는 것을 막는 복잡한 상황이 있었다. 그는 채터누가에서 루스벨트에게서 10 피트 (3 m) 이내에 있었지만 너무 긴장해서 총을 쏘지 못했다고 말했다. 슈랭크는 루스벨트의 다음 행선지가 위스콘신주 밀워키라는 것을 듣고 그곳으로 가서 기다렸다. 그는 루스벨트가 3번가 223번지에 있는 Gilpatrick Hotel에 있을 것이라는 것을 알게 되었고, 그래서 호텔 건너편에 있는 허먼 롤프링크의 살롱에서 기다렸다. 그는 맥주를 마시기 시작했고 바텐더에게 자신이 기자라고 말했다.

### 총격 및 체포
슈랭크는 1912년 10월 14일 오후 5시 45분 길패트릭 호텔로 가서 모여든 군중 속에 서 있었다. 루스벨트는 도착하여 스위트룸으로 가서 쉬었다. 그는 밀워키에서의 예정된 연설 전에 식사도 했다. 오후 7시에 슈랭크는 거리 건너편 살롱으로 돌아가 기다렸다. 롤프링크의 살롱에는 밴드가 있었고, 슈랭크는 그들에게 "성조기"를 연주해달라고 요청했다. 그는 노래가 연주되는 동안 춤을 추었다. 바텐더 폴 툼은 슈랭크가 밴드 음악가 각자에게 술을 사주었다고 말했다. 롤프링크의 증인들은 슈랭크가 조용하고 유쾌했다고 말했다. 그는 떠나기 직전에 한 번 더 술을 사주었다.
오후 8시경 슈랭크는 길을 건너 군중 속으로 섞여 루스벨트가 나오기를 기다렸다. 8시 10분 길패트릭 호텔에서 루스벨트가 나오자, 그는 대기 중이던 컨버터블에 올라탔다. 그는 처음에는 앉았지만, 모여든 군중이 환호하자 루스벨트는 일어나서 모자를 들어 답례했다. 이때 슈랭크는 군중을 헤치고 나아가 루스벨트의 가슴에 리볼버를 겨누었다. 그는 루스벨트를 지근거리에서 쏘았고, 총격 후에도 총을 든 채 다시 발사할 준비가 되어 있는 듯 보였다. 슈랭크는 루스벨트의 속기사 엘버트 E. 마틴에게 제압당했고, 마틴은 또한 총을 빼앗았다. 루스벨트는 침착함을 유지했고 슈랭크는 체포되었다. 군중은 슈랭크를 린치하라고 외치기 시작했지만 루스벨트는 그들에게 멈추라고 요청했다. 사람들은 루스벨트가 총에 맞아 다쳤다는 것을 깨닫지 못했다. 누군가 루스벨트에게 다쳤는지 묻자, 그는 "아니, 이번엔 빗나갔어. 전혀 다치지 않았어."라고 말했다.
루스벨트는 치료를 받지 않고 총격을 받은 후 밀워키 오디토리움에서의 연설 약속을 이행했다. 모인 군중에게 한 그의 첫 마디는 "여러분은 방금 제가 총에 맞았다는 것을 완전히 이해하지 못할 수도 있지만, 황소 사슴을 죽이려면 그보다 더 많은 것이 필요합니다."였다. 루스벨트는 이어서 군중에게 "총알이 여기로 들어갔습니다. 제가 보여드리죠."라고 말한 후 조끼를 열고 오른쪽 가슴부터 허리까지 퍼진 피 묻은 자국을 보여주었다. 그는 연설을 마칠 때까지 50분 동안 연설을 계속했고 그 후에야 치료를 받았다. 연설 후 루스벨트는 밀워키의 응급실로 이송되어 엑스레이를 찍었다. 루스벨트는 시카고행 심야 열차를 타기로 결정했고, 열차 안에서 엑스레이 소식을 들었다. 의사들은 슈랭크의 총알이 위로 4 인치 (10 cm) 올라가 루스벨트의 오른쪽 넷째 갈비뼈를 부러뜨렸다고 판단했다. 루스벨트가 시카고에 도착했을 때 그는 머시 병원에 입원했다. 총알이 반으로 접힌 50페이지짜리 연설문과 안경집을 먼저 뚫어야 했기 때문에 더 심각한 부상을 입지 않았다.

### 구금
체포 당시 슈랭크는 처음에는 자신의 이름을 밝히기를 거부했다. 심문 과정에서 그는 결국 이름을 밝혔고 범죄를 자백했다. 로버트 플러드 경사는 그에게 왜 그랬냐고 묻자, 그는 "저는 세 번째 임기에 반대했기 때문에 그렇게 했습니다. 저에게 말하지 마세요, 내일까지 아무 말도 하지 않을 겁니다. 자고 싶어요."라고 말했다. Milwaukee Sentinel은 총격 사건 다음 날 "정신병자가 루스벨트를 쏘다"라는 제목의 호외를 발행했다. 슈랭크는 체포된 후에도 자신이 미치지 않았다고 주장했다. 그는 하느님이 자신을 선택하여 환영을 받게 하셨고, 루스벨트가 왕이 되는 것을 막아야 한다는 동기를 부여받았다고 말했다. 당국은 슈랭크의 소지품에서 그가 한동안 루스벨트를 스토킹했음을 보여주는 서류들을 발견했다. 진행 중이던 제1차 적색공포 때문에 슈랭크는 언론과 경찰 양쪽 모두에게 아나키스트적 성향을 가진 것으로 처음 의심받았는데, 특히 요한 모스트와 엠마 골드만과의 연관성이 제기되었다. 그는 심문 과정에서 민주당이든 공화당이든 어떤 정치적 성향이나 소속도 부인했다. 그가 구금된 지 일주일 후, 보안관은 슈랭크에게 정기적으로 목욕할 것을 명령했다. 그의 불쾌한 체취에 대한 불만과 그가 목욕을 좋아하지 않는다는 보고가 있었다. 냄새 때문에 보안관은 슈랭크의 옷도 폐기하도록 명령했다.

### 법적 절차

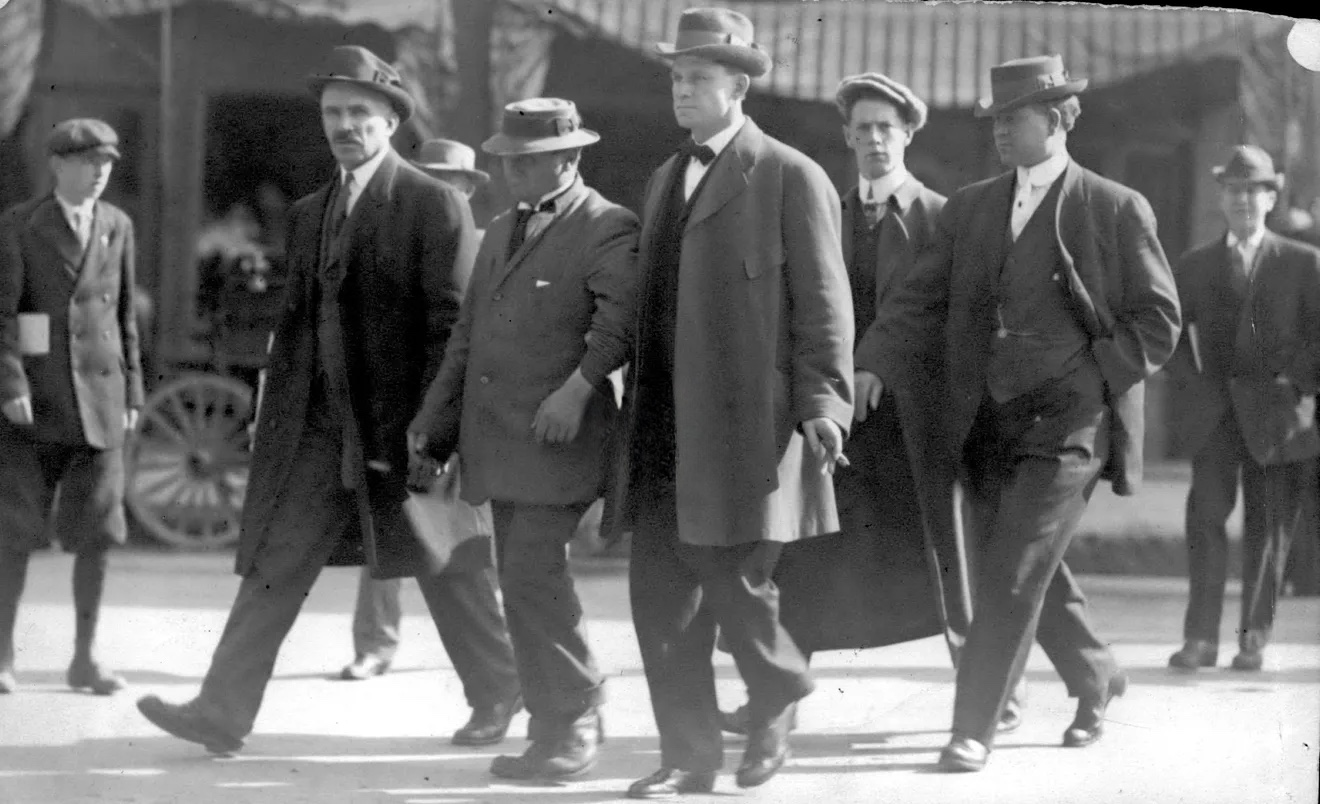
1912년 존 슈랭크가 법원으로 호송되는 모습

1912년 10월 15일 오전 10시 35분, 슈랭크는 N. B. 닐런 판사 앞에서 첫 기소인부절차에 출석했다. 그는 루스벨트에게 총을 쏜 것을 인정했고, 보석금 7,500달러(1912년 기준 2022년 기준 $201,129에 해당)에 구금되었다. 그의 보석금은 나중에 15,000달러(1912년 기준 2022년 기준 $402,259에 해당)로 인상되었는데, 사람들이 그를 보석으로 풀어 영화를 만들 수도 있다는 소문 때문이었다.
슈랭크의 다음 법정 출두는 1912년 11월 12일 오전 10시였으며, 그는 예비 심리를 위해 어거스트 C. 배커스 판사 앞에 출두했다. 슈랭크는 유죄를 인정했다. 그는 살해 의도를 가지고 총격을 가한 혐의로 기소되었으며, 최대 15년형을 선고받을 수 있었다. 법정에서 슈랭크는 "나는 그 사람에게 총을 쏜 것에 대해 유죄를 인정합니다. 저는 시민 루스벨트를 죽일 의도가 없었습니다. 저는 3선 주자 시어도어 루스벨트를 죽일 의도였습니다."라고 진술했다. 판사는 유죄를 받아들이는 대신, 슈랭크의 정신 상태가 적합한지 판단하기 위해 "정신 감정 위원회"라고 불리는 패널을 임명하기로 결정했다. 이 패널은 F. C. 스터들리 박사, W. F. 베커 박사, 리처드 듀이 박사, W. F. 웨게 박사, D. W. 해링턴 박사로 구성되었다. 슈랭크는 다시 감옥으로 보내졌고, 법원은 오후 2시에 두 번째 예비 심리를 계획했다. 법원은 제임스 G. 플랜더스를 슈랭크의 변호사로 지정했다. 그날 오후 2시에 의사 패널은 슈랭크가 "현재 정신 이상"인지 아닌지를 판단해야 한다고 통보받았다.
1912년 11월 14일, 정신 감정 위원회는 슈랭크에 대한 평가를 시작했다. 그들은 그가 오른손잡이이며, 신발을 신지 않은 상태에서 키가 5 피트 4 1⁄2 인치 (164 cm)이고 옷을 입은 상태에서 몸무게가 160 파운드 (73 kg)였다고 말했다. 그는 금발 머리였고 눈은 청회색으로 묘사되었다. 그들은 그의 교도관이 그를 조용하고 깔끔하며 쾌활한 사람으로 묘사했다고 언급했다. 다음은 1912년 11월 22일자 보고서의 결론이다.

우리의 결론은 다음과 같습니다.
- 첫째—존 슈랭크는 과대망상적이며 체계화된 형태의 정신 이상 망상으로 고통받고 있습니다.
- 둘째—우리의 의견으로는 그는 현재 정신 이상 상태입니다.
- 셋째—그의 망상과 그가 기소된 행위 사이의 연관성으로 인해, 우리는 그가 변호인과 지능적으로 협의하거나 자신의 변호를 수행할 수 없다고 판단합니다.

1912년 11월 22일 슈랭크가 배커스 판사 앞에 나타났을 때, 판사는 다음과 같은 진술을 했다.
법원은 피고인 존 슈랭크가 정신 이상이며 따라서 스스로 행동할 능력이 없음을 인정한다. 따라서 피고인 존 슈랭크는 위스콘신주 위너베이고군 오시코시 근처의 Northern Hospital for the Insane에 그가 정신 이상에서 회복될 때까지 수감되며, 회복되면 법률에 따라 추가 절차를 위해 이 법원으로 송환될 것을 명령하고 판결한다. 또한, 이 사건의 모든 절차는 무기한 그리고 그러한 회복이 있을 때까지 중단될 것을 명령한다.
1912년 11월 25일, 슈랭크는 위스콘신주 워펀의 북부 정신병원에 수감되었다. 1912년 12월 16일 시어도어 루스벨트가 기자 John St. Loe Strachey에게 보낸 편지에서 루스벨트는 슈랭크가 미치광이가 아니라 "대부분의 범죄자들과 많은 비범죄자들이 가지고 있는 혼란스러운 두뇌"를 가지고 있다고 썼다.
수감 중 슈랭크는 시어도어 루스벨트가 3선에 성공하지 못한 것을 기뻐했다. 프랭클린 D. 루스벨트 미국 대통령이 1940년 미국 대통령 선거에서 3선에 성공하자 슈랭크는 간수에게 자신이 수감되지 않았다면 개입했을 것이라고 말했다.

## 죽음
슈랭크는 1943년 9월 15일 중앙 주립 범죄자 정신병원에서 사망했다. 그의 시신은 밀워키의 마켓대학교 의과대학에 기증되었다. 타임지는 슈랭크가 31년간의 수감 기간 동안 방문객이나 우편물을 전혀 받지 못했다고 보도했다. 1943년 The Knoxville Journal은 중앙 주립 범죄자 정신병원의 원장 R. A. 렘리 박사가 슈랭크가 모범적인 죄수였으며 가끔 워펀 시로 혼자 나가는 것이 허용되었다고 진술했다고 보도했다. 슈랭크의 사망 원인은 기관지 폐렴으로 보고되었다.

## 갤러리

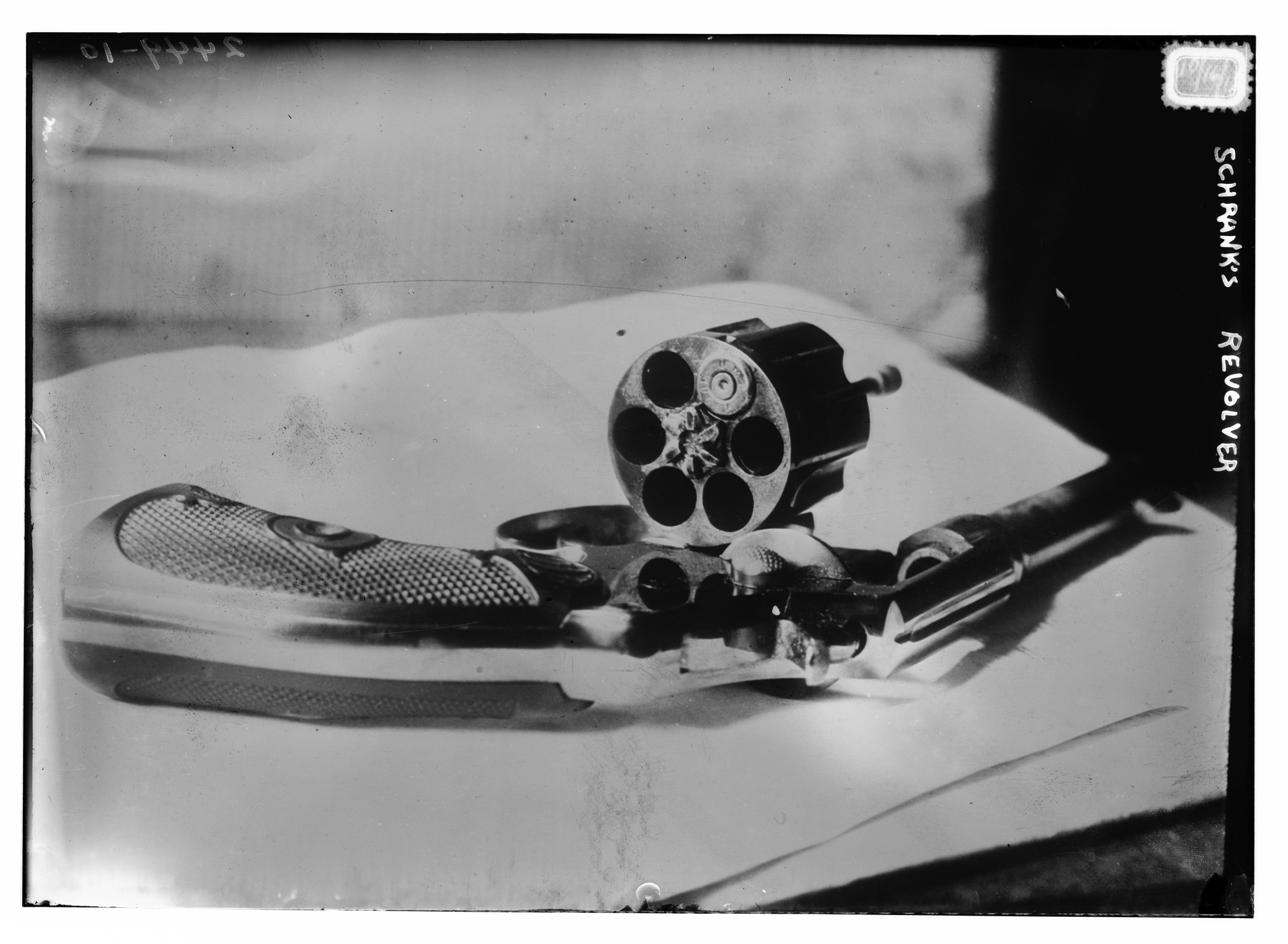
루스벨트를 쏘는 데 사용된 .38 구경 콜트 리볼버
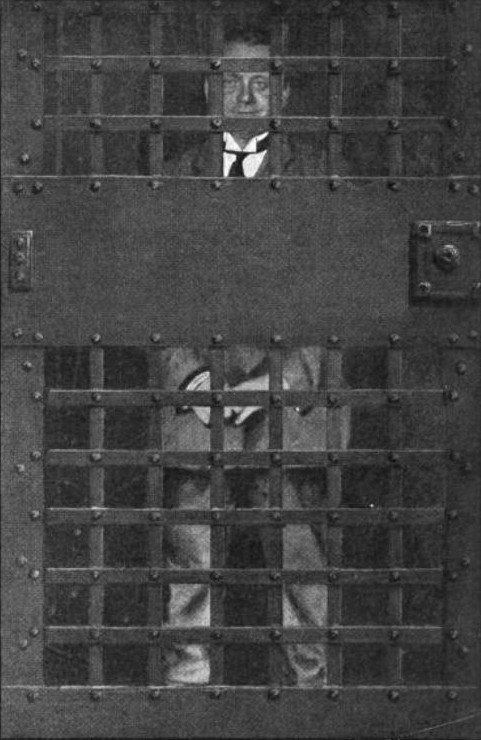
1912년 10월 31일 감옥에 있는 슈랭크
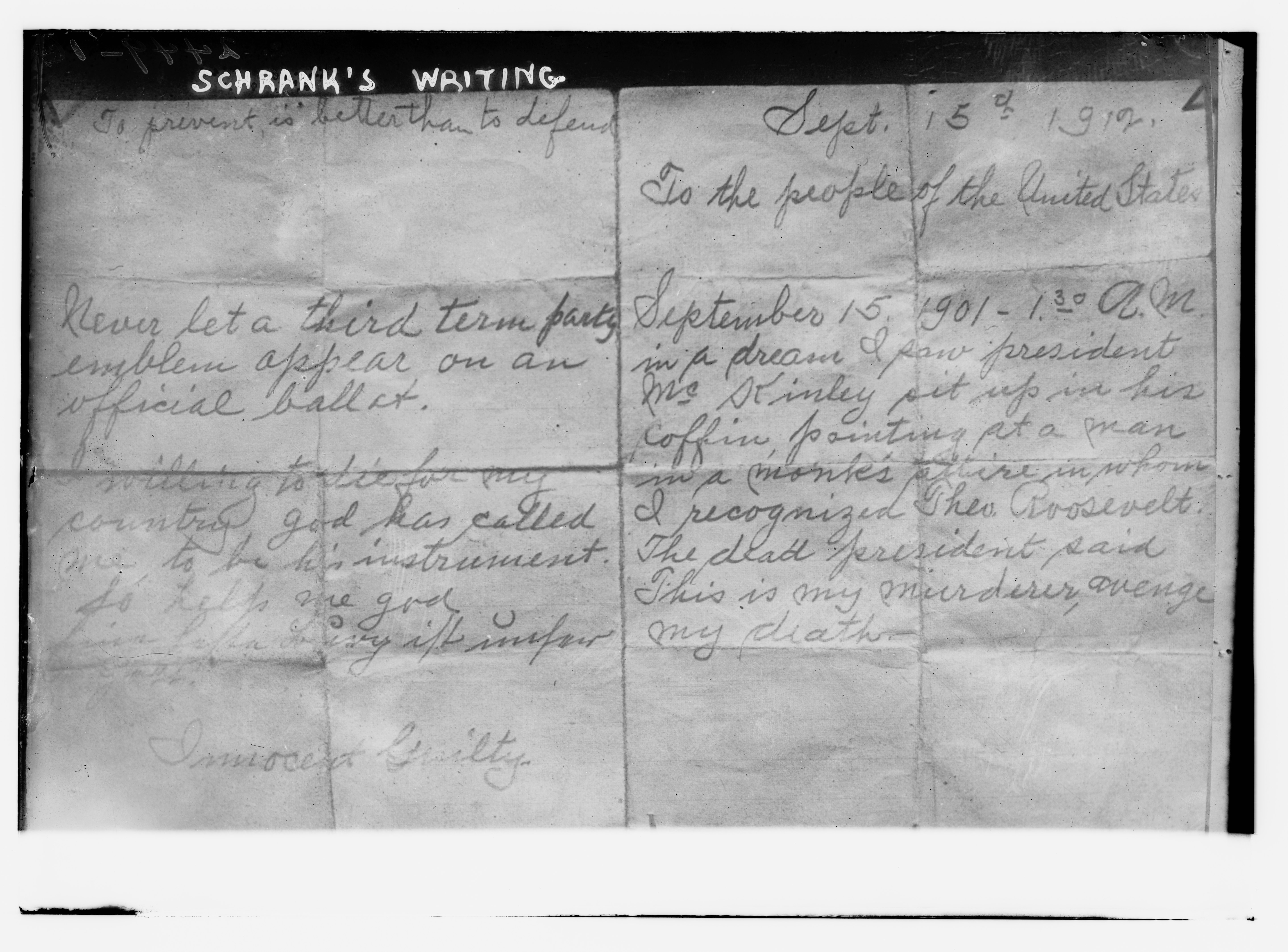
슈랭크가 쓴 대통령 3선과 그의 환각에 대한 글 샘플
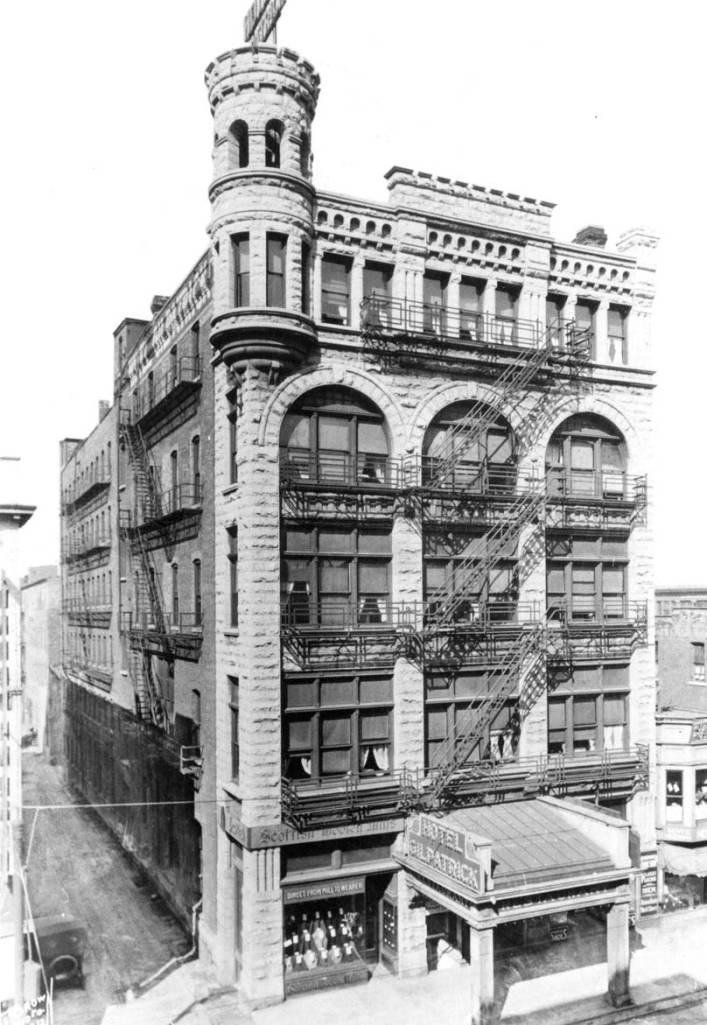
암살 시도 현장인 길패트릭 호텔

## 내용주
1. ↑  슈랭크가 아홉 살 때 혼자 미국에 왔다는 등 여러 상충되는 보고서가 있는데, 승객 명단 기록으로 인해 슈랭크의 이민을 둘러싼 상황에 혼란이 생겼다. 독일 Kurrent 서체 기록의 오독으로 오역이 발생했을 수도 있다. 다른 출처에서는 슈랭크가 부모와 함께 미국에 왔고, 그들이 나중에 사망하여 이모와 삼촌에게 입양되었다고 하지만, 그의 친어머니는 아들의 1912년 재판 당시 살아있는 것으로 기재되어 있었다.
2. ↑  그들은 미국에서 alternate spelling Flammang을 사용했고, 이는 슈랭크도 결국 채택했다.
3. ↑  Ziegler는 때때로 "Elsie"라는 이름으로 주어지기도 하는데, 이는 제너럴 슬로컴 재난 희생자들을 처리한 영안실에서 발표된 초기 보고서에서 나온 많은 잘못된 이름 중 하나이다.[7]
4. ↑  슈랭크의 이모는 Annie Finken Flammang이라는 이름으로 묻혀 있는데, 중간 이름은 그녀의 첫 남편 Diedrich Finken에게서 온 것이다.
5. ↑  이 "법"은 슈랭크가 믿는 미국 대통령직의 네 가지 핵심 원칙을 설명했다. 대통령은 두 번의 임기로 제한되며, 먼로주의를 수호해야 하고, 개신교도여야 하며, 정복 전쟁에 참여해서는 안 된다.[6][2]